# (10113) Alantitle
(10113) Alantitle es un asteroide perteneciente al Cinturón de asteroides, región del sistema solar que se encuentra entre las órbitas de Marte y Júpiter.
Fue descubierto el 6 de agosto de 1992 por Henry E. Holt desde el observatorio Palomar.

## Designación y nombre
Designado provisionalmente como 1992 PX2. Fue nombrado  por Alan M. Title (n. 1938) quien es un físico estadounidense que participó en la investigación del telescopio Apolo a bordo del Skylab 2 en 1973. Desarrolló telescopios solares y ha colaborado con las comunidades de física solar y ciencias de la Tierra del COSPAR, contribuyendo a las hojas de ruta del COSPAR sobre meteorología espacial y pequeños satélites.

## Características orbitales
Alantitle está situado a una distancia media del Sol de 2,603 ua, pudiendo alejarse hasta 3,003 ua y acercarse hasta 2,203 ua. Su excentricidad es 0,154 y la inclinación orbital 11,224 grados. Emplea 1533,83 días en completar una órbita alrededor del Sol.

## Características físicas
La magnitud absoluta de Alantitle es 12,75. 